# Łutiwka
Łutiwka (ukr. Лутівка) – wieś na Ukrainie, w obwodzie żytomierskim, w rejonie żytomierskim, w hromadzie Radomyśl. W 2001 liczyła 1250 mieszkańców.